# Wolfgang Haße
Wolfgang Haße (* 21. November 1926 in Berlin; † 31. Mai 2021 in Berlin) war ein deutscher Chirurg und Kinderchirurg.

## Leben

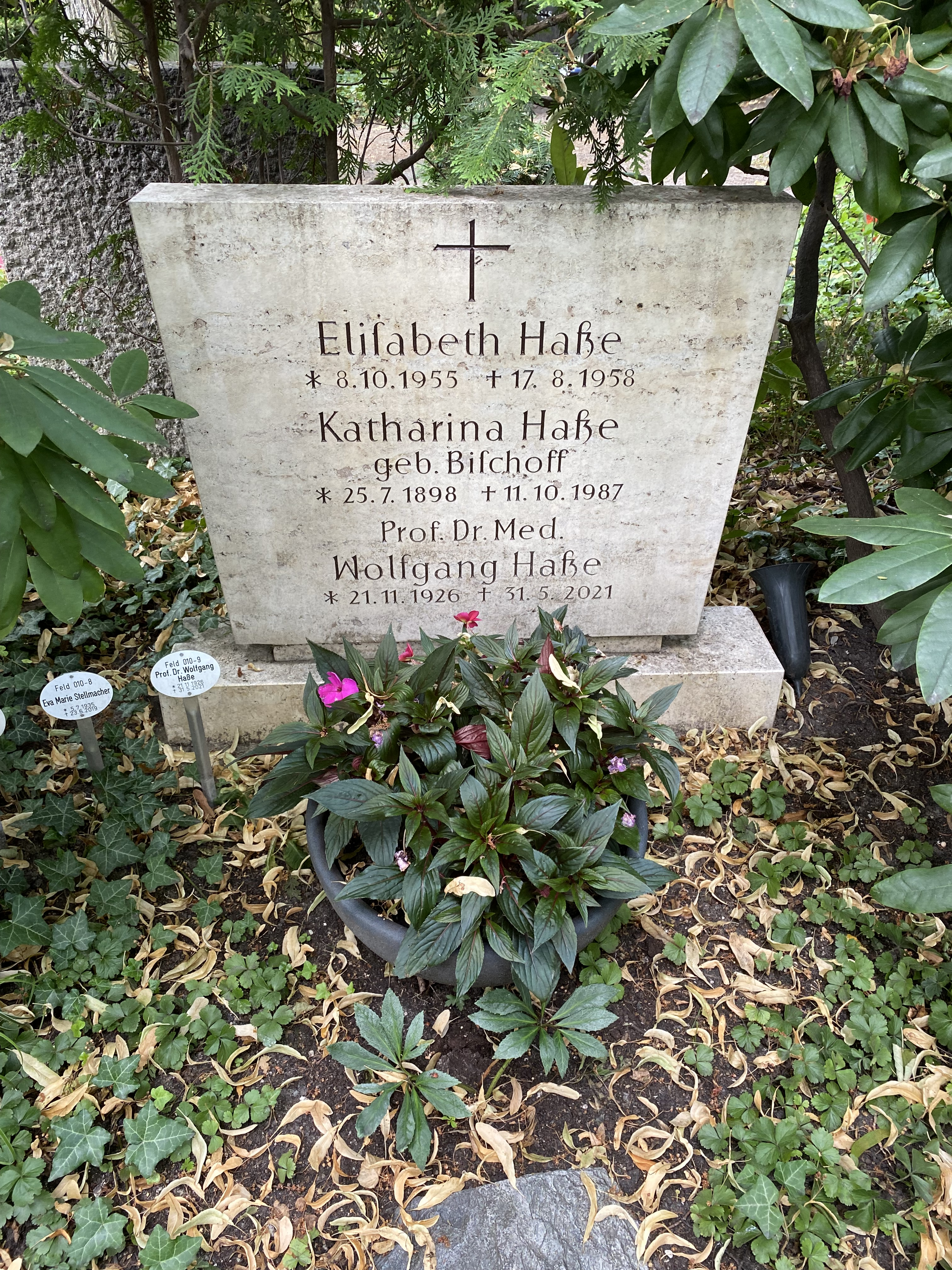
Grabstätte auf dem Friedhof Dahlem

Wolfgang Haße beendete sein Studium 1954 an der Freien Universität Berlin. Die Promotion zum Dr. med. an der FU Berlin folgte 1954. Seine chirurgische Ausbildung erhielt er in Berlin und Hamburg. Bei Werner von Ekesparre schloss sich 1960/61 eine kinderchirurgische Weiterbildung an. 1980 erwarb er in Berlin die Teilgebietsbezeichnung Kinderchirurgie sowie 1982 die Ermächtigung zur Weiterbildung im Teilgebiet Kinderchirurgie.
Von Mai 1962 an war er in der Chirurgischen Klinik der FU Berlin unter Hermann Franke im Krankenhaus Westend mit Schwerpunkt Kinderchirurgie  tätig. Eine Kinderstation fehlte im Hause, so dass vor und nach Operationen eine intensive Konsiliartätigkeit in den Kinderkliniken West-Berlins notwendig war. Die Aktivitäten hatten zur Folge, dass sich die überwiegende Anzahl von kinderchirurgischen Eingriffen in Westend konzentrierte. Ein Anliegen war Haße die Zusammenarbeit mit den pädiatrischen Onkologen Hansjörg Riehm und Günter Henze (Universitätskinderklinik KAVH) sowie Helmut Ernst vom Röntgen- und Strahleninstitut der FU Berlin, Heinz Oeser, in einer Arbeitsgruppe.
1965 habilitierte sich Haße für das Fach „Chirurgie mit besonderer Berücksichtigung der Kinderchirurgie“. 1966 begann er seine Lehrtätigkeit an der Medizinischen Fakultät für das Fachgebiet Kinderchirurgie. Im selben Jahr erfolgte seine Ernennung zum Oberarzt.
Nach dem Umzug der Chirurgischen Klinik in das Klinikum Steglitz 1969 ernannte ihn der Rektor der FU Berlin zum Wissenschaftlichen Rat und Professor für Chirurgie. Für den Aufbau der von Haße mitkonzipierten Kinderchirurgischen Abteilung mit 26 Betten erhielt er weitgehend selbstständige Privilegien.
Am 16. April 1972 übernahm Haße die Leitung der Kinderchirurgischen Abteilung der Kinderklinik des Rudolf-Virchow-Klinikums (78 Betten). Zum Behandlungsspektrum gehörte unverändert die Neugeborenen-, Thorax-, Bauch- und urologische Chirurgie. Jährlich wurden ca. 1900 Eingriffe, endoskopische Untersuchungen nicht einbezogen, durchgeführt. Ca. 25 % des Krankengutes waren der Traumatologie zuzuordnen. In der Erste Hilfe-Chirurgie wurden jährlich ca. 10 000 Kinder versorgt. Bis 1989 konnten noch Hospitationen von Kollegen aus Japan, Peru, Indonesien, Polen und anderen Staaten, finanziell vom Senat Berlin unterstützt, durchgeführt werden.
1989, noch vor dem Mauerfall, fand das 1. Internationale Kinderchirurgische Symposium des Rudolf Virchow Universitätsklinikums statt, Thema „Verbrennungen im Kindesalter“. Das 2. Internationale Symposium 1990 mit dem Thema „Funktionsgerechte Chirurgie der Ösophagusatresie“ wurde in Zusammenarbeit mit der Universitätsklinik Mainz (S. Hofmann v. Kap-Herr) durchgeführt. Die Vorträge dieses Symposiums wurden Fritz Rehbein zu seinem 80. Geburtstag in Buchform überreicht. Haße publizierte zahlreiche wissenschaftliche Arbeiten und Lehrbuchbeiträge im In- und Ausland. Nach einer kinderchirurgischen Tätigkeit von 1960 bis 1991 trat er in den Ruhestand. Die organisatorischen und fachlichen Kompetenzen gingen danach auf die Charité über.
Haße ist Mitglied der Schweizerischen Gesellschaft für Kinderchirurgie und der British Association of Paediatric Surgery, seit 1993 Ehrenmitglied der Estnischen Gesellschaft für Kinderchirurgie. Von 1974 bis 1999 war er Beiratsmitglied der Kaiserin-Friedrich-Stiftung für das ärztliche Fortbildungswesen, 1983 Kongresspräsident der Deutschen Gesellschaft für Kinderchirurgie, 1985/1986 Vorsitzender der Berliner Chirurgischen Gesellschaft und von 1992 bis 1998 Zweiter Vorsitzender der Deutsch-Baltischen Ärztegesellschaft.
1997 erhielt er das Bundesverdienstkreuz am Bande. 2007 erfolgte seine Ernennung zum Ehrenmitglied der Universität Tartu in Estland. Den Estnischen Rote Kreuz Orden III. Klasse verlieh ihm 2008 der Staatspräsident Estlands Toomas Hendrik Ilves. 2014 wurde er zum Ehrenmitglied der Stiftung Domus Dorpatensis (Estland) ernannt.
Seine letzte Ruhestätte fand Wolfgang Haße auf dem Friedhof Dahlem (Feld 010-9).

## Schriften
- Die Bakteriell bedingte Zytolyse und ihre Hemmung durch intravaginale Behandlung. Dissertation. Freie Universität Berlin, 1954.
- Studien über die intrahepatische Gefässtopographie des Frischgeborenen und Säuglings als Grundlage zur Chirurgie der sog. inoperablen Gallengangsatresie. Ergebnisse der Chirurgie und Orthopädie. Habilitationsschrift. Springer-Verlag, Berlin/ Heidelberg/ New York 1966.
- Leber, Gallenwege, Milz, portale Hypertension. In: Hubert Kunz (Hrsg.): Operationen im Kindesalter. Thieme Verlag, Stuttgart 1973, ISBN 3-13-479601-5.
- Malignant-Intra-abdominal Tumors in Childhood. Review of the world literature and the German Experiences. In: Bulletin Alexandria Faculty of Medicine. Vol. XX (1984 Dec.)
- Clinical Experience of Treating Omphalocele Gastroschisis (1962–1991). In: Tartu Ülikooli Toimetised. (969) 1994.
- Verbrennungen im Kindesalter. Georg Fischer Verlag, Stuttgart 1990, ISBN 3-437-11313-5.
- Funktionsgerechte Chirurgie der Ösophagusatresie. Georg Fischer Verlag, Stuttgart 1991, ISBN 3-437-11369-0.